# Edmundo de Alba Alcaraz
Edmundo de Alba Alcaraz (* 1. Januar 1938 in Mexiko-Stadt) ist ein mexikanischer Klimatologe.
Der promovierte Experte für Klimaforschung arbeitet in leitender Stellung im Sekretariat für Forschung und Entwicklung an der Universidad Nacional Autónoma de México.
De Alba Alcaraz wurde in den Weltklimarat IPCC berufen und war im Jahr 2007 als Vice-Chair der Arbeitsgruppe II „Impacts, Adaptation and Vulnerability“ in verantwortlicher Position an der Erstellung des Vierten Sachstandsberichts beteiligt.